# Alper Potuk
 (février 2013).
Alper Potuk, né le 8 avril 1991 à Bolvadin, district d'Afyonkarahisar, est un footballeur international turc. Il évolue au poste de milieu offensif au Çaykur Rizespor.

## Carrière

### Jeunesse
Il commence le football à Çiftçelerspor en 2002. Il est remarqué par le centre de formation d'Eskişehirspor lors d'un tournoi, et intègre son centre de formation en 2005.

## En club

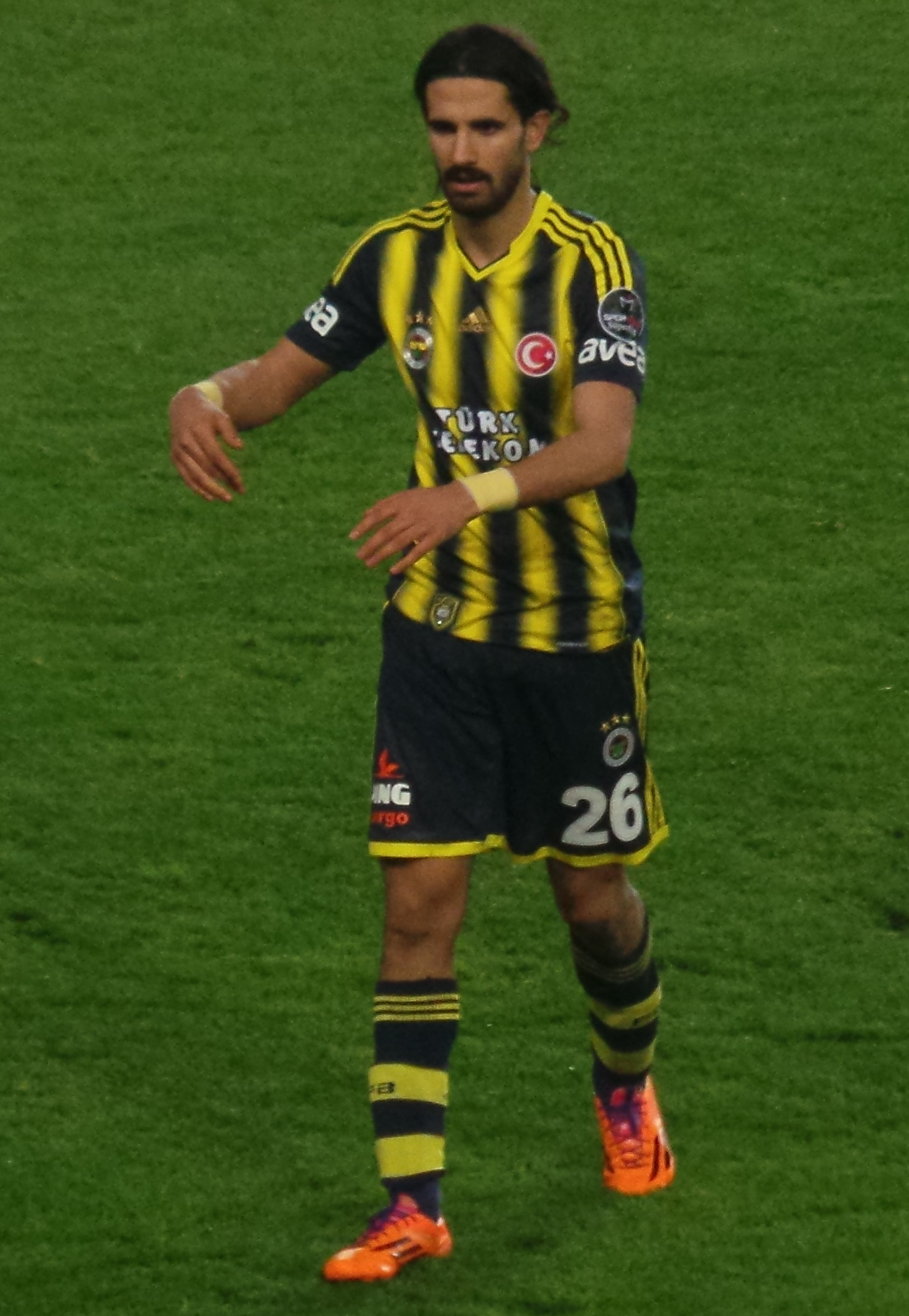
Alper Potuk.

### Eskişehirspor
Le 29 mai 2009, lors du dernier match de la saison 2008-2009 pour Eskişehirspor, Alper entre en jeu à la 75e minute lors du match contre Gaziantepspor. C'est son premier match en Süper Lig. La saison suivante, Alper a du temps de jeu et commence à montrer ses qualités. Lors de la saison 2010-2011, il commence à jouer régulièrement dans le onze de départ. Malgré son jeune âge, trois des meilleurs clubs du pays que sont Galatasaray, Trabzonspor et Fenerbahçe tentent de le recruter. Lors du mercato hivernal, son équipe et le club de Fenerbahçe s'engagent pour le transfert du jeune espoir, mais finalement il reste au club, faute de désaccord entre le club stambouliote et le joueur pour le salaire annuel. Il confirme les espoirs placés en lui lors des saisons 2011-2012 et 2012-2013 en devenant le pilier central de son équipe. 

### Fenerbahçe SK
Dès la fin de la saison 2012-2013, Alper est au centre de tous les intérêts pour le mercato estival en Turquie. Alors que les médias ne jurent que par Galatasaray, c'est finalement chez le club rival, le Fenerbahçe, qu'il signe pour une durée de 5 ans, le 22 mai 2013. En 126 matchs avec Eskişehirspor, il aura inscrit 6 buts et délivré 16 passes décisives.

## Équipe nationale
Alper commence à jouer pour la sélection turque avec les moins de 19 ans, les moins de 20 ans et les espoirs. Il est appelé pour la première fois avec l'équipe première de Turquie en février 2012 contre la Slovaquie en match amical. Il entre en jeu en deuxième période. En mai 2012, Abdullah Avcı, sélectionneur de l'équipe, le convoque pour le stage qui déroule en Autriche, fin juin. Pendant ce stage, il joue deux matchs ; contre la Géorgie puis contre la Finlande. Abdullah Avci convoque de nouveau Alper pour un match amical contre le Danemark en novembre 2012 puis contre la Tchéquie en février 2013.

## Palmarès
Fenerbahçe SK
- Championnat de Turquie en 2014
- Vainqueur de la Supercoupe de Turquie en 2014 (en)